# Полтавский областной музыкально-драматический театр имени Н. В. Гоголя
Полтавский областной музыкально-драматический театр имени Н. В. Гоголя (укр. Полтавський академічний обласний український музично-драматичний театр імені Миколи Гоголя) — областной академический драматический театр в городе Полтава, главная театральная сцена области.
Театр ставит произведения украинской и зарубежной классической драматургии, особое внимание уделяется современной драматургии.
Театр расположен в центре города, в специально выстроенном здании (архитекторы А. А. Крылова, О. А. Малышенко, 1950—1954) по адресу: ул. Соборности, 23. Зрительный зал театра вмещает 530 зрителей.
До 1941 года театр размещался в здании, где ныне размещён кинотеатр «Колос».

## История
Весной 1936 года в Полтаве на базе Харьковского комсомольского музыкального театра был создан украинский музыкально-драматический театр под названием Государственный театр музыкальной драмы. Открылся 1.05.36 оперой М. П. Мусоргского «Сорочинская ярмарка»., в следующем году он стал областным театром. В репертуаре этого театра были драматические и оперные спектакли. Первый спектакль — «Сорочинская ярмарка» М. Мусоргского в постановке главного режиссёра и основателя театра народного артиста УССР В. М. Скляренко состоялся 1 мая 1936. В составе первой труппы: Хуторная, М. Янковский, Н. Цуканов, С. Евстигнеев, В. Ф. Варецкая, Р. Д. Ефименко, Л. К. и А. И. Иванченко, П. И. Захаров, Е. А. Золотаренко, М. Г. Йосипенко, К. П. Кошевский, П. С. Колесник, Е. Т. Коханенко, М. А. Мицкевич, К. О. Осмяловская , Е. В. Селецкая, Д. П. Степовой (Настенко Дмитрий Филиппович), Л. В. Солнцева, М. С. Терещенко, Е. А. Хуторна.
Театр ставил музыкальные и драматические спектакли: «Сорочинская ярмарка», «Наталка-Полтавка», «Запорожец за Дунаем» (все в 1936), «Банкир», «Правда» Корнейчука (1937), «Таланты и поклонники» А. Н. Островского, «Двенадцатая ночь» Шекспира (1939, режиссёр М. С. Терещенко).
С 1937 года и до начала Великой Отечественной войны при театре работала актёрская студия. До войны заведение действовало в просветительском доме имени Николая Гоголя на улице Гоголя № 22 (в настоящее время кинотеатр «Колос»).
В ноябре 1938 года в спектакле «Наталка Полтавка», поставленной в честь 100-летия со дня смерти И. П. Котляревского, участвовала народная артистка СССР М. И. Литвиненко-Вольгемут. Вступительное слово перед спектаклем произнес украинский поэт М. Т. Рыльский.
В августе 1941 года на базе труппы театра и части актёров Полтавского колхозного театра им. И. П. Котляревского был создан трудовой коллектив, работавший в 1941—1944 годах в городе Зыряновск.
В марте 1944 году творческий коллектив театра вернулся в Полтаву.

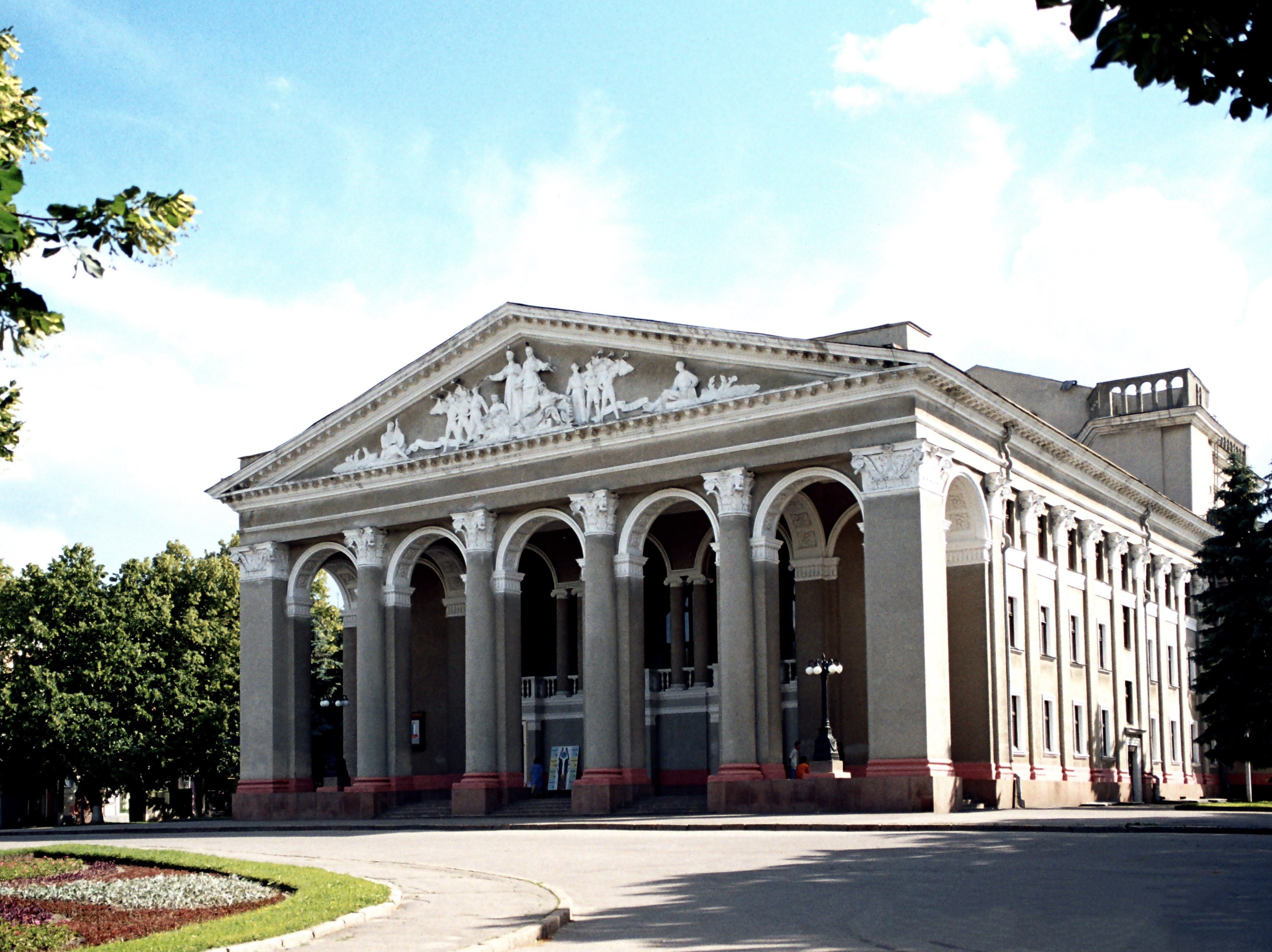
Здание театра, общий вид

В 1953 году Полтавским городским властями было решено построить новый музыкально-драматический театр, и по проекту архитекторов А. А. Крылова, О. А. Малышенко началось его строительство. В ознаменование 100-летия со дня рождения М. В. Гоголя 7 ноября 1958 года состоялось торжественное открытие нынешнего помещения музыкально-драматического театра им. Н. В. Гоголя (на Театральной площади по улице Октябрьской № 23).
1950—1960 годы — период высокого творческого подъема и расцвета полтавского театра. Период 1970—1980 гг закрепил за театром славу одного из лучших на Украине. Коллектив театра приглашали на гастроли в Москву и Ленинград, где во время гастрольного турне полтавские актёры представили спектакль «Наталка Полтавка» на сцене Государственного Большого театра с участием народного артиста СССР И. С. Козловского.
В послевоенный период с театром связано творчество народных артистов Украинской ССР Т. И. Кисляковой, В. М. Кожевниковой, В. И. Конопацкого, Г. М. Лазарева, В. А. Мирошниченко, С. И. Онипко, Б. М. Прокоповича, С. К. Смеяна (главный режиссёр в 1951—1956 годах), В. Е. Смоляка, В. И. Сумского, заслуженных артистов Украинской ССР Р. И. Алексеенко, В. О. Волковой, А. А. Зазимко, В. С. Кашперский, В. Л. Мироновича, И. П. Моровщика, Л. В. Онищенко Г. И. Опанасенко, Ю. В. Попова, В. Г. Репенка, К. С. Сидорчук, П. К. Лысенко, П. П. Юзефовича, заслуженного деятеля искусств Украинской ССР Е. И. Головатюка, А. П. Пундика, народного художника Украинской ССР В. Геращенко.

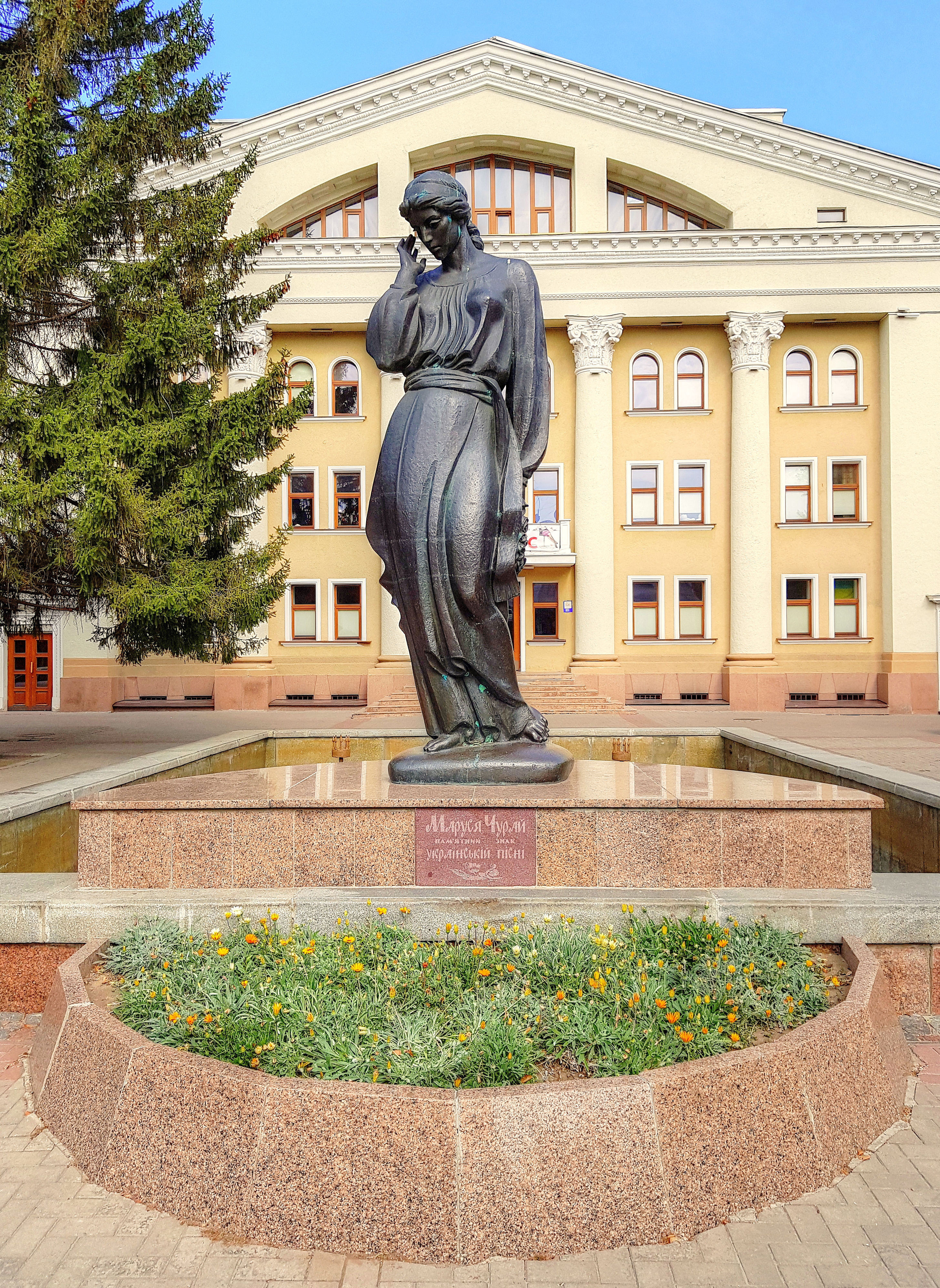
Памятник Марусе Чурай

Во второй половине 2000-х гг. труппу театра составляют опытные мастера сцены и творческая молодежь. Десять художников коллектива носят звание заслуженных и народных артистов: народные артисты Украины Н. Ножинова, Ю. Попов, Ж. Северин, В. Голуб, В. Скакун; заслуженные артисты Украины В. Репенко, А. Зазимко, В. Гостищев, А. Шеремет, Н. Дудник.
В октябре 2006 года театр получил статус академического.
14 апреля 2006 года перед зданием театра, на Театральной площади со стороны улицы Ленина, был открыт памятник легендарной Марусе Чурай.
В сентябре 2008 года здание театра было закрыто на капитальную реставрацию. В 2011 году Полтавский театр снова открыл двери для зрителей.
Театр совершает гастрольные поездки в Чернигов, Тернополь, Кировоград и другие города. Участвует в международных и всеукраинских театральных фестивалях.